# 李顾行
李顧行（?—?），籍貫不詳。 
唐憲宗元和五年（810年）庚寅科狀元，主考官是礼部侍郎崔枢，同榜還有李仍叔、陳彥博。官至監察御史。该科进士三十二人。考官：礼部侍郎崔枢。试题为：《洪钟待撞赋》和《恩赐魏文贞公诸孙旧第以导直臣诗》。